# Andrzej Lepper
Andrzej Zbigniew Lepper (IPA: ['andʒɛj 'zbʲigɲɛf 'lɛpɛr]), född 13 juni 1954 i Stowięcino, död 5 augusti 2011 i Warszawa, var en polsk politiker som var partiledare för Samoobrona från 1992 fram till sin död. Han begick självmord genom att hänga sig. 